# 1994年冬季残疾人奥林匹克运动会美国代表团
1994年冬季残疾人奥林匹克运动会美国代表团是美国派出的1994年冬季残疾人奥林匹克运动会代表团。获得24枚金牌、12枚银牌和7枚铜牌。